# Виллемс, Якобюс
Якобюс Матёс Виллемс (нидерл. Jacobus Matheus Willems, 27 октября 1900 — 28 сентября 1983) — нидерландский велогонщик, олимпийский чемпион.

## Биография
Родился в 1900 году в Амстердаме. В 1921 году победил на втором в истории чемпионате Нидерландов среди любителей. В 1923 году стал чемпионом Нидерландов на дистанции 30 км. В 1924 году на Олимпийских играх в Париже в гонке на дистанции 50 км по предварительной договорённости другой член нидерландской команды — Йоханнес Мас — начиная с 10-го километра резко вырвался вперёд, вынудив остальных велосипедистов ускориться за ним; в результате в конце гонки Якобюс Виллемс, который был хорошим спринтером, вырвался вперёд и финишировал первым.
В обычной жизни Якобюс Виллемс был владельцем велосипедного магазина в Амстердаме. Его сын Ханс принял участие в соревнованиях по парусному спорту на Олимпийских играх 1964 года.